# 1970 en football
Cet article présente les faits marquants de l'année 1970 en football.

## Février
- 16 février : le Soudan remporte la Coupe d'Afrique des Nations (CAN) en battant le Ghana en finale. C'est la première « CAN » remportée par les joueurs soudanais. L'Égypte se classe 3e de la compétition en battant la Côte d'Ivoire.
  - Article détaillé : Coupe d'Afrique des nations 1970

## Avril
- 8 avril : 1re sélection de Jean-Noël Huck, joueur du Racing Club de Strasbourg contre la Bulgarie (1-1).
- 24 avril : Fondation de la ligue suisse de football féminin[1],[2] .
- 28 avril : Arsenal remporte la Coupe des villes de foires face au RSC Anderlecht. C'est le premier titre européen pour les Gunners.

- 29 avril : Manchester City remporte la Coupe des vainqueurs de Coupe en battant en finale le club polonais du Górnik Zabrze. C'est le premier titre continental pour les Citizens.
  - Article détaillé : Coupe d'Europe des vainqueurs de coupe 1969-1970.

## Mai
- 6 mai : le Feyenoord Rotterdam remporte la Coupe d'Europe des clubs champions en battant en finale le club écossais du Celtic Glasgow. C'est la première fois qu'un club néerlandais remporte le trophée.

- 25 mai : à Toulouse, fondation de l'US Toulouse qui deviendra quelques années plus tard le Toulouse Football Club.
- 31 mai :
  - Coupe de France, finale : au Stade olympique Yves-du-Manoir de Colombes, l'AS Saint-Étienne s'impose sur le large score de 5-0 face au Football Club de Nantes. Il s'agit de la troisième Coupe de France gagnée par les Verts.

- - Début de la Coupe du monde de football qui se déroule au Mexique. En match d'ouverture, le Mexique et l'Union soviétique se neutralisent (0-0).
    - Article de fond : Coupe du monde de football 1970

## Juin
- 2 juin :
  - En coupe du monde de football le Pérou mené 2-0 par la Bulgarie à la 49e s'impose en seconde mi-temps en marquant 3 buts.
  - Le Brésil bat la Tchécoslovaquie 4-1 (Buts de Rivelino, Pelé, Jairzinho (2) et Petráš).
- 16 juin : l'OGC Nice est champion de France de division 2 devant l'AS Nancy-Lorraine et l'Olympique Avignon.
- 17 juin : demi-finale d'anthologie en coupe du monde de football au Mexique entre l'Allemagne et l'Italie. Menés 1 but à 0 jusqu’à la dernière minute, les Allemands parviennent à égaliser grâce à un but du défenseur du Milan AC Karl-Heinz Schnellinger pendant les arrêts de jeu. Cinq buts seront inscrits au cours des deux mi-temps d'une prolongation exceptionnelle, au terme de laquelle les Italiens finissent par s'imposer 4 buts à 3, après plusieurs renversements de situation. Un joueur s'est particulièrement mis en évidence, le capitaine allemand Franz Beckenbauer, resté sur le terrain avec le bras en écharpe, après s'être déboîté l’épaule à la 67e minute.
- 21 juin : le Brésil remporte la Coupe du monde face à l'Italie sur le score important de 4 buts à 1. C'est le troisième mondial remporté par la Seleção. L'attaquant allemand Gerd Müller termine meilleur buteur de la compétition en inscrivant 10 buts.

- 22 juin :
  - Jean Djorkaeff, capitaine de l'équipe de France signe au Paris Saint-Germain Football Club.
  - Vladimir Durković reste un an de plus à l'AS Saint-Étienne.
- 24 juin : l'équipe de l'AS Saint-Étienne est reçue au palais de l'Élysée par le président Georges Pompidou.
- 28 juin : en battant Bastia en barrages, Nancy est assuré de jouer la saison 1970-1971 en Division I
- 29 juin : Salif Keïta (AS Saint-Étienne) est élu Oscar des Oscar 70. Albert Batteux (AS Saint-Étienne) et Claude Quittet (OGC Nice) sont également couronnés.

## Juillet
- 4 juillet : le conseil fédéral, réuni à Lille, porte le nombre de clubs de Division I à 20 clubs pour la saison suivante en repêchant Valenciennes Anzin et en cooptant Reims.
- 7 juillet : l'OGC Nice annonce qu'il va contacter Botafogo pour transférer Jairzinho.
- 8 juillet : tirage des Coupes d'Europe à Genève : L'AS Saint-Étienne, guère gâtée, tombe sur Cagliari ; Nantes est mieux loti avec les Norvégiens de Strømsgodset.
- 10 juillet : en raison de difficultés financières, le FC Rouen renonce à la Division I et jouera l'an prochain dans le championnat national.
- 12 juillet :
  - Le transfert de Roger Magnusson pour Marseille est conclu pour 630 000 francs.
  - Joseph quitte Marseille pour Valenciennes Anzin.
  - Pierre Rigoni quitte Rouen pour Bordeaux.
  - Le Wydad AC remporte la Coupe du Maroc devant la RS Settat sur le score de 1-0 au stade d'honneur à Casablanca.
- 15 juillet : Le Danemark remporte la première Coupe du monde féminine non officielle, organisée par la Fédération internationale et européenne de football féminin, en battant en finale l'Italie.
- 19 juillet : Le Wydad AC remporte la Supercoupe du Maroc devant la RS Settat sur le score de 2-1 au stade d'honneur à Casablanca.

## Août
12 août : naissance du Paris Saint-Germain lors de la fusion entre le Paris FC et le Stade Saint-Germanois.

## Champions nationaux
- Le Borussia Mönchengladbach remporte le championnat d'Allemagne.
- Everton remporte le championnat d'Angleterre.
- L'Atlético de Madrid remporte le championnat d'Espagne.
- L'AS Saint-Étienne remporte le championnat de France.
- Le Cagliari Calcio remporte le championnat d'Italie.
- Le Standard de Liège remporte le championnat de Belgique.
- L'Ajax Amsterdam remporte le championnat des Pays-Bas.

## Naissances
Plus d'informations : Liste d'acteurs du football nés en 1970.
- Sonny Anderson, footballeur brésilien.
- Diego Simeone, footballeur et entraîneur argentin.
- Frank de Boer, footballeur et entraîneur néerlandais.
- Ronald de Boer, footballeur néerlandais.
- Cafu, footballeur brésilien.
- Phillip Cocu, footballeur et entraîneur néerlandais.
- Luis Enrique, footballeur et entraîneur espagnol.
- Gianni Infantino, dirigeant italien.
- Alexi Lalas, footballeur américain.
- Emmanuel Petit, footballeur français.
- Alan Shearer, footballeur anglais.
- Edwin van der Sar, footballeur néerlandais.
- Guillaume Warmuz, footballeur français.
- Chris Coleman, footballeur et entraîneur gallois.

## Décès
Plus d'informations : Liste d'acteurs du football morts en 1970.
- 5 janvier : Dave Halliday, footballeur écossais.
- 5 juillet : décès à 81 ans d'Eb van der Kluft, international néerlandais ayant remporté la médaille de bronze aux Jeux olympiques 1920.